# Uniwersytet Eduarda Mondlanego
Uniwersytet Eduarda Mondlanego, Uniwersytet Eduardo Mondlanego (port. Universidade Eduardo Mondlane) – mozambicki uniwersytet w Maputo, najstarszy i największy w kraju. Należy do Stowarzyszenia Uniwersytetów Wspólnoty Narodów.

## Historia
Instytucja utworzona została jako centrum wyższej edukacji w 1962 w ówczesnym Lourenço Marques, stolicy portugalskiej prowincji; w 1968 otrzymała nazwę Universidade Lourenço Marques. Gdy w 1975 Mozambik uzyskał niepodległość, nazwę miasta zmieniono na Maputo, a uniwersytet otrzymał swoją obecną nazwę, ku czci Eduarda Mondlanego, przywódcy Frontu Wyzwolenia Mozambiku.